# 中国共产党安乡县委员会
中国共产党安乡县委员会（简称中共安乡县委）是中国共产党在湖南省常德市安乡县的领导机关。

## 沿革
1926年10月月初，“中国共产党安乡县特别支部”在县城成立，陶季玉出任书记，1927年年初更名为“中国共产党安乡县委员会”。
1927年4月13日，陶季玉在县城万人大会处决县议长张耀南，5月21日，县长易凤祺指示团防队长张玉龙诱杀陶季玉，县委机关也遭到破坏。9月，中共南华安特委派遣邓必开回到安乡县建立“中国共产党安乡县特别支部”，并且出任书记，11月，吴泗选接任书记。
1928年，“中共安乡特别区委会”成立，黄基诚出任书记，5月遭到国民党破坏。6月，“安乡县党团混合县委”成立，邹墨池出任书记。8月4日，“中共安乡特别区委会”书记刘国富在南县慷慨就义。11月，“中国共产党安乡县委员会”再次建立，邱育之出任书记。
1931年12月10日，国民党保安大队袭击中共安乡县委，邱育之等牺牲。
1938年10月，中共安北特别区委成立，张凤翘出任书记，次年7月遭到破坏。
1939年11月，“中国共产党安乡县委员会”再次建立，段广生出任书记。
1941年6月，中共南（县）安（乡县）澧（县）中心县委成立，李镇出任书记，8月更名为“中国共产党安乡县委员会”，蔡振万出任书记。
1943年春季，“中国共产党安乡县委员会”撤销，干部撤退到解放区，湘鄂边区特委书记徐少保等少数党员留守。1946年9月19日，徐少保和妻子夏梦蝶等4人遭到国民党逮捕。
1948年，魏恒若来到安乡县，建立了“常（德）安（乡县）南（县）党组织”。
1949年3月4日，中共安乡支部建立，金汉川出任书记，之后升格为“安乡县区工委”。8月17日，南下的“中国共产党安乡县委员会”和“安乡县区工委”合并成立“中国共产党安乡县委员会”，县委书记赵长春未到职，副书记徐敬民主持工作。

## 职责
根据《中国共产党地方委员会工作条例》，中国共产党地方委员会主要实行政治、思想和组织领导，承担下列职能：
1. 对本地区重大问题作出决策。
2. 通过法定程序使党组织的主张成为地方性法规、地方政府规章或者其他政令。
3. 加强对本地区宣传思想文化工作的领导，牢牢掌握意识形态工作领导权、话语权。
4. 按照干部管理权限任免和管理干部，向地方国家机关、政协组织、人民团体、国有企事业单位等推荐重要干部。
5. 支持和保证人大、政府、政协、法院、检察院、人民团体等依法依章程独立负责、协调一致地开展工作，发挥这些组织中党组的领导核心作用。
6. 加强对本地区群团工作和统一战线工作的领导。
7. 动员、组织所属党组织和广大党员，团结带领群众实现党的目标任务。

## 历任书记
| 姓名   | 就任日期   | 卸任日期   | 备注   |
| ------ | ---------- | ---------- | ------ |
| 赵长春 | 1949年10月 | 1950年10月 | [ 1 ]  |
| 肖寒   | 1950年10月 | 1951年6月  | [ 1 ]  |
| 孙翼平 | 1951年6月  | 1952年12月 | [ 1 ]  |
| 于一民 | 1952年12月 | 1953年5月  | [ 1 ]  |
| 翟立普 | 1953年5月  | 1955年7月  | [ 1 ]  |
| 蒋朝中 | 1956年5月  | 1959年3月  | [ 1 ]  |
| 柳博桢 | 1959年3月  | 1960年6月  | [ 1 ]  |
| 魏呈贵 | 1960年6月  | 1961年3月  | [ 1 ]  |
| 袁灵通 | 1961年3月  | 1963年12月 | [ 1 ]  |
| 王树桥 | 1963年12月 | 1966年1月  | [ 1 ]  |
| 雷恭政 | 1966年1月  | 1968年4月  | [ 1 ]  |
| 徐超   | 1969年12月 | 1971年12月 | [ 1 ]  |
| 梁佩茹 | 1971年12月 | 1973年5月  | [ 1 ]  |
| 李顺   | 1973年5月  | 1975年3月  | [ 1 ]  |
| 刘淑元 | 1975年3月  | 1981年3月  | 女性。 |
| 李才鉴 | 1981年3月  | 1983年12月 | [ 1 ]  |
| 颜永盛 | 1983年12月 | 1985年1月  | [ 1 ]  |
| 钦时中 | 1985年1月  | 1989年12月 | [ 1 ]  |
| 洪明祥 | 1989年12月 | 1993年9月  | [ 1 ]  |
| 姚正先 | 1993年9月  | 1997年4月  | [ 1 ]  |
| 徐万发 | 1997年4月  | 1998年10月 |        |
| 张开松 | 2004年7月  | 2008年1月  |        |
| 王先蒙 | 2008年2月  | 2012年10月 |        |
| 宋云文 | 2013年3月  | 2016年7月  | [ 3 ]  |
| 张阳   | 2016年7月  | 2020年4月  | [ 3 ]  |
| 陈德   | 2021年7月  | 2023年1月  | [ 4 ]  |
| 王先波 | 2023年1月  |            | [ 5 ]  |